# Gouzangrez
Gouzangrez est une ancienne commune française située dans le département du Val-d'Oise en région Île-de-France. Au 1er janvier 2024, la commune fusionne avec Commeny (653 habitants pour une superficie de 4,72 km2) sans création de communes déléguées.

## Géographie

### Évolution du territoire
Le 1er janvier 2024, la commune de Commeny fusionne avec Gouzangrez  sous le régime juridique de la commune nouvelle. Aucune commune déléguée n'est créée. Le chef-lieu est fixé à la mairie l'ancienne commune de Commeny.

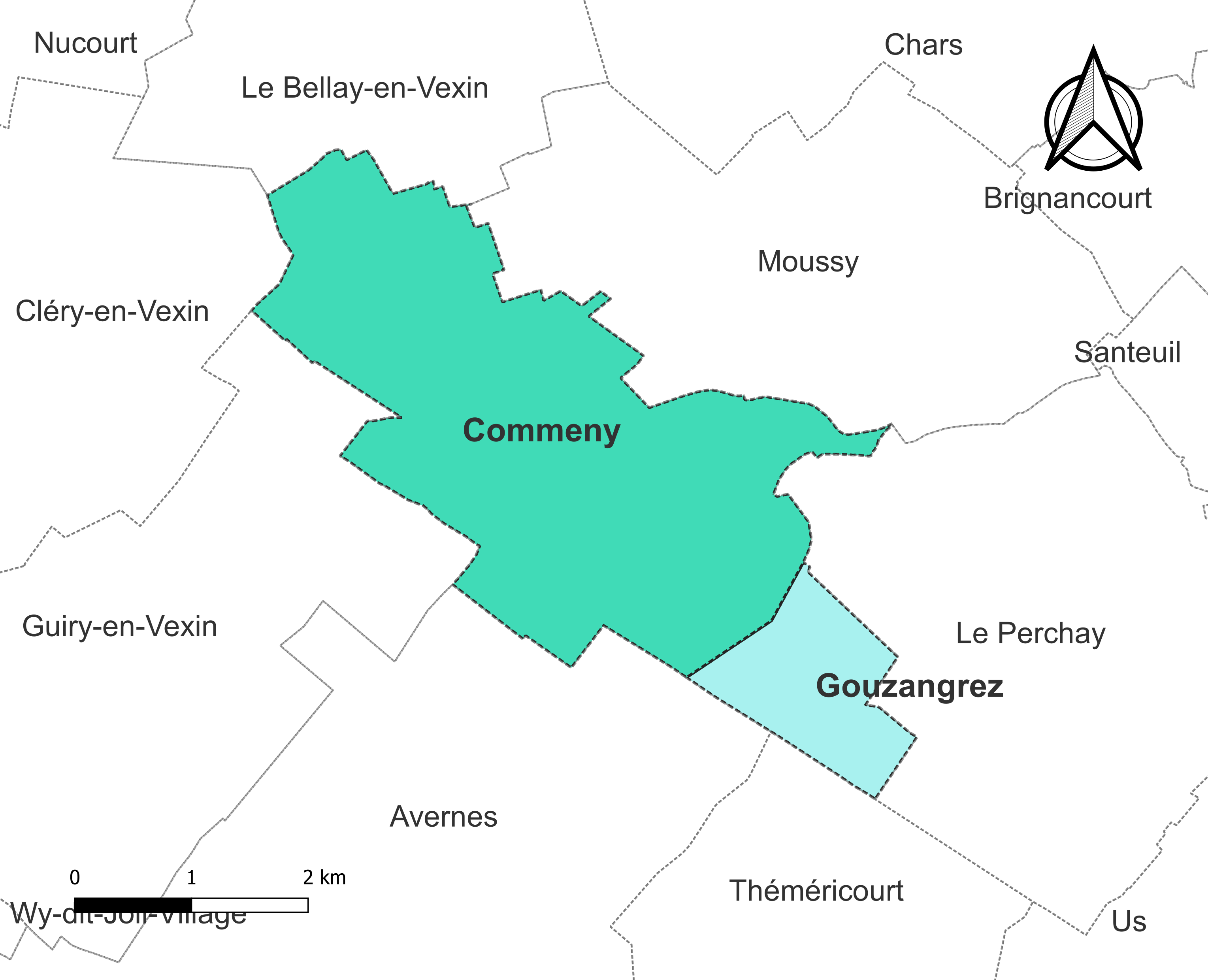
Les deux communes avant 2024.

### Description
Gouzangrez est un village rural du Vexin français dans le Val-d'Oise aisément accessible depuis l'ancienne route nationale 14 (actuelle RD 14) situé à 16 km au nord-ouest de Pontoise, 10 km au sud-est de Magny-en-Vexin, 21 km au sud-est de Gisors et 70 km au sud-est de Rouen

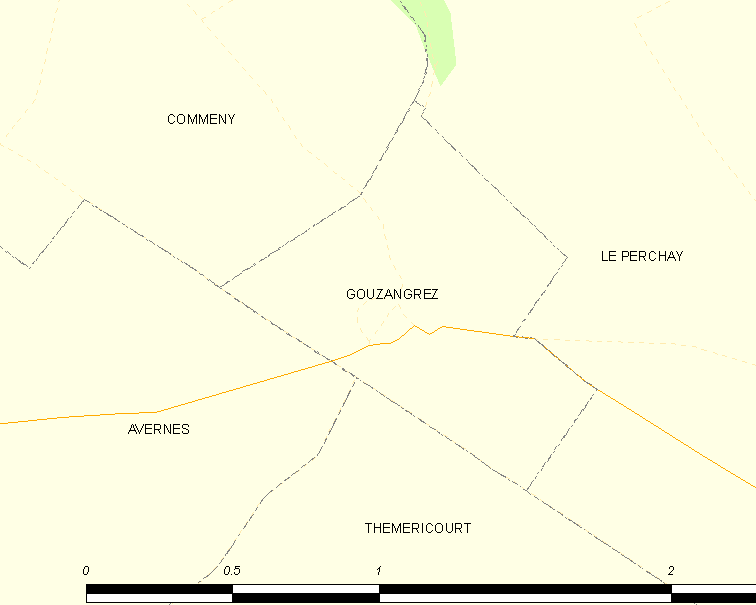
Carte de la commune.
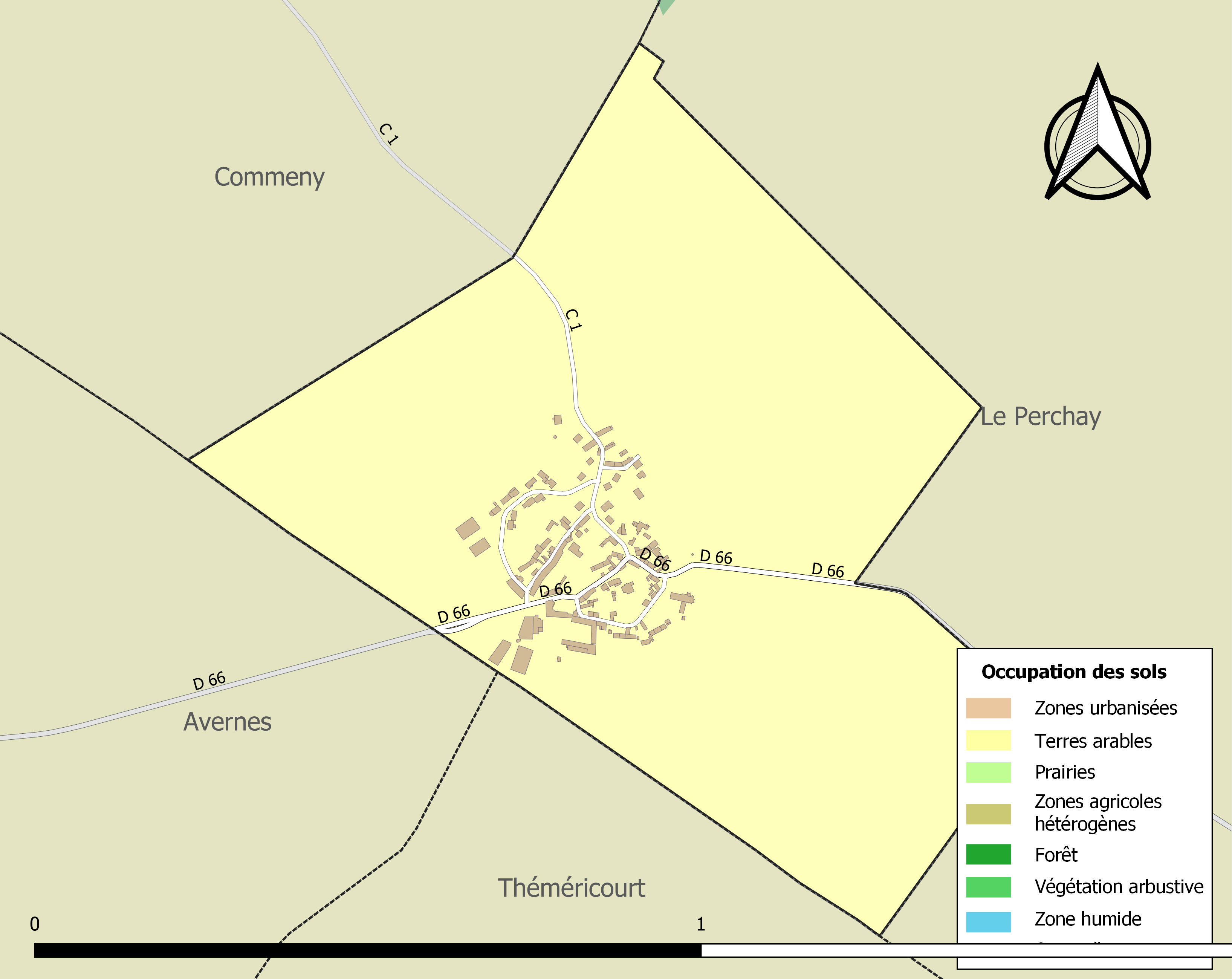
Occupation des sols.

La commune fait partie du  parc naturel régional du Vexin français. et est l'un des rares villages desservis directement par la chaussée Jules César, une ancienne voie romaine qui reliait Lutèce (Paris) à Rotomagus (Rouen) et à Juliobona (Lillebonne), dont le tracé subsiste sous la forme d'un chemin de randonnée parcourant le plateau céréalier du Vexin français.
Gouzangrez était la troisième commune la moins étendue du département, avec une superficie de seulement 0,77 km2. Avec 170 habitants en 2009, c'est en même temps la quinzième commune la moins peuplée du Val-d'Oise.

### Communes limitrophes
| Commeny |              |            |
|         | Gouzangrez   | Le Perchay |
| Avernes | Théméricourt |            |

### Climat
Pour des articles plus généraux, voir Climat de l'Île-de-France et Climat du Val-d'Oise.
En 2010, le climat de la commune est de type climat océanique dégradé des plaines du Centre et du Nord, selon une étude du CNRS s'appuyant sur une série de données couvrant la période 1971-2000. En 2020, Météo-France publie une typologie des climats de la France métropolitaine dans laquelle la commune est exposée à un climat océanique et est dans la région climatique Sud-ouest du bassin Parisien, caractérisée par une faible pluviométrie, notamment au printemps (120 à 150 mm) et un hiver froid (3,5 °C).
Pour la période 1971-2000, la température annuelle moyenne est de 10,8 °C, avec une amplitude thermique annuelle de 14,7 °C. Le cumul annuel moyen de précipitations est de 704 mm, avec 11,2 jours de précipitations en janvier et 7,9 jours en juillet. Pour la période 1991-2020, la température moyenne annuelle observée sur la station météorologique la plus proche, située sur la commune de Boissy-l'Aillerie à 11 km à vol d'oiseau, est de 11,2 °C et le cumul annuel moyen de précipitations est de 635,8 mm,. Pour l'avenir, les paramètres climatiques de la commune estimés pour 2050 selon différents scénarios d'émission de gaz à effet de serre sont consultables sur un site dédié publié par Météo-France en novembre 2022.

## Urbanisme

### Typologie
Gouzangrez est une commune rurale, car elle fait partie des communes peu ou très peu denses, au sens de la grille communale de densité de l'Insee,,,.
Par ailleurs la commune fait partie de l'aire d'attraction de Paris, dont elle est une commune de la couronne. Cette aire regroupe 1 929 communes,.

## Toponymie

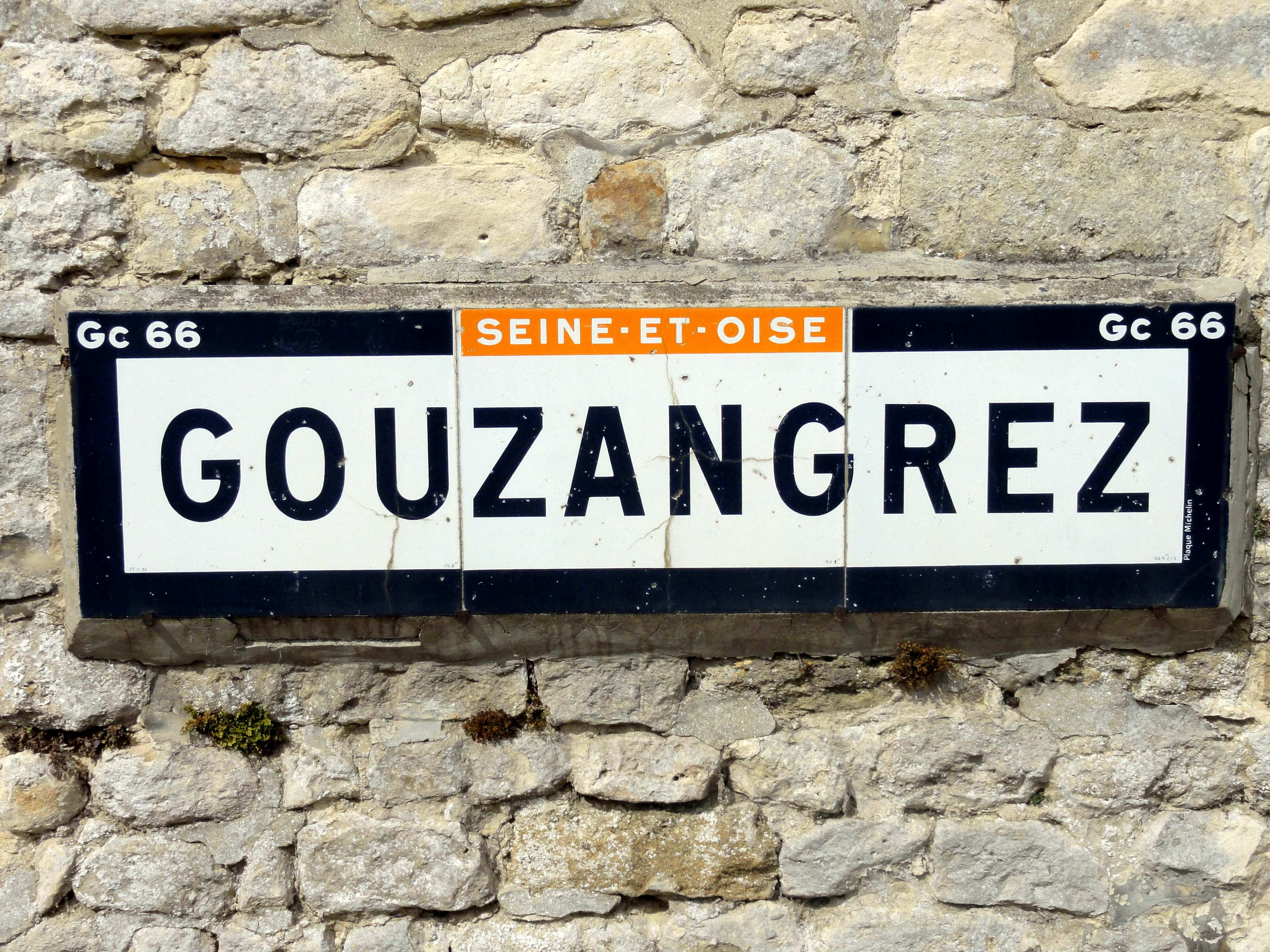
Ancienne plaque Michelin d'entrée du village.

Le nom de la localité est mentionné sous les formes Gouzengrés en 1164, Gorengrei en 1249.
Du nom de femme germanique Gunza et de greso (friche).

## Histoire
Du XVe au XVIIIe siècle, Gouzangrez est une seigneurie appartenant à la famille de Soulfour. C'est la raison pour laquelle les armes de la ville sont identiques à celles que portait la famille de Soulfour. Cette famille a donné, notamment, des échevins à la ville de Paris, un président au Parlement, ami du cardinal de Bérulle et de Saint-François de Salle. La terre de Gouzangrez, après la mort du dernier Soulfour en 1749, est héritée par la famille de Butler, alliée aux Soulfour en 1716. Jean-Baptiste de Butler (1717-1755), s'intitulait seigneur de Gouzangrez en 1760.
En 2022, le maire déplore l'absence de ressources fiscales et son conseil municipal opte pour une fusion avec Commeny ; le 16 mai 2023, les deux conseils municipaux votent favorablement pour la constitution d'une commune nouvelle sans création de communes déléguées.

## Politique et administration

### Rattachements administratifs et électoraux

#### Rattachements administratifs
Antérieurement à la loi du 10 juillet 1964, la commune faisait partie du département de Seine-et-Oise. La réorganisation de la région parisienne en 1964 fit que la commune appartient désormais au département du Val-d'Oise et à son arrondissement de Pontoise après un transfert administratif effectif au 1er janvier 1968.
Elle faisait partie de 1801 à 1967 du canton de Marines de Seine-et-Oise. Lors de la mise en place du Val-d'Oise, la ville intègre le canton de Vigny . Dans le cadre du redécoupage cantonal de 2014 en France, cette circonscription administrative territoriale a disparu, et le canton n'est plus qu'une circonscription électorale.

#### Rattachements électoraux
Pour les élections départementales, la commune est membre depuis 2014 du canton de Pontoise
Pour l'élection des députés, elle fait partie de la première circonscription du Val-d'Oise.

### Intercommunalité
La commune, initialement membre de la communauté de communes du Plateau du Vexin, est membre, depuis le 1er janvier 2013, de la communauté de communes Vexin centre.
En effet, cette dernière a été constituée le 1er janvier 2013 par la fusion de la communauté de communes des Trois Vallées du Vexin (12 communes), de la communauté de communes Val de Viosne (14 communes) et  de la communauté de communes du Plateau du Vexin (8 communes), conformément aux prévisions du schéma départemental de coopération intercommunale du Val-d'Oise approuvé le 11 novembre 2011.

### Liste des maires
| Période                                  | Période    | Identité                 | Étiquette | Qualité     |
| ---------------------------------------- | ---------- | ------------------------ | --------- | ----------- |
| Les données manquantes sont à compléter. |            |                          |           |             |
| avril 1995                               | mars 2001  | Hervé Delacour           |           |             |
| mars 2001                                | avril 2002 | Henry Nagorny            |           |             |
| avril 2002                               | mars 2008  | Jean Coeffier            |           |             |
| mars 2008                                | mars 2014  | Xavier Flye Sainte Marie |           |             |
| 29 mars 2014                             | mai 2020   | Emmanuel Delacour        |           | Agriculteur |
| mai 2020                                 | 2023       | Pierre Chiaradia         |           |             |

## Démographie
En 2021, la commune comptait 151 habitants, en évolution de −11,7 % par rapport à 2015 (Val-d'Oise : +4 %, France hors Mayotte : +2,11 %).
| 1793 | 1800 | 1806 | 1821 | 1831 | 1836 | 1841 | 1846 | 1851 |
| ---- | ---- | ---- | ---- | ---- | ---- | ---- | ---- | ---- |
| 155  | 136  | 161  | 105  | 124  | 126  | 141  | 162  | 174  |

| 1856 | 1861 | 1866 | 1872 | 1876 | 1881 | 1886 | 1891 | 1896 |
| ---- | ---- | ---- | ---- | ---- | ---- | ---- | ---- | ---- |
| 174  | 170  | 162  | 177  | 163  | 154  | 161  | 159  | 134  |

| 1901 | 1906 | 1911 | 1921 | 1926 | 1931 | 1936 | 1946 | 1954 |
| ---- | ---- | ---- | ---- | ---- | ---- | ---- | ---- | ---- |
| 147  | 140  | 159  | 160  | 149  | 143  | 121  | 136  | 140  |

| 1962 | 1968 | 1975 | 1982 | 1990 | 1999 | 2006 | 2011 | 2016 |
| ---- | ---- | ---- | ---- | ---- | ---- | ---- | ---- | ---- |
| 152  | 166  | 150  | 132  | 174  | 171  | 160  | 176  | 168  |

| 2021 | - | - | - | - | - | - | - | - |
| ---- | - | - | - | - | - | - | - | - |
| 151  | - | - | - | - | - | - | - | - |

## Culture locale et patrimoine

### Lieux et monuments

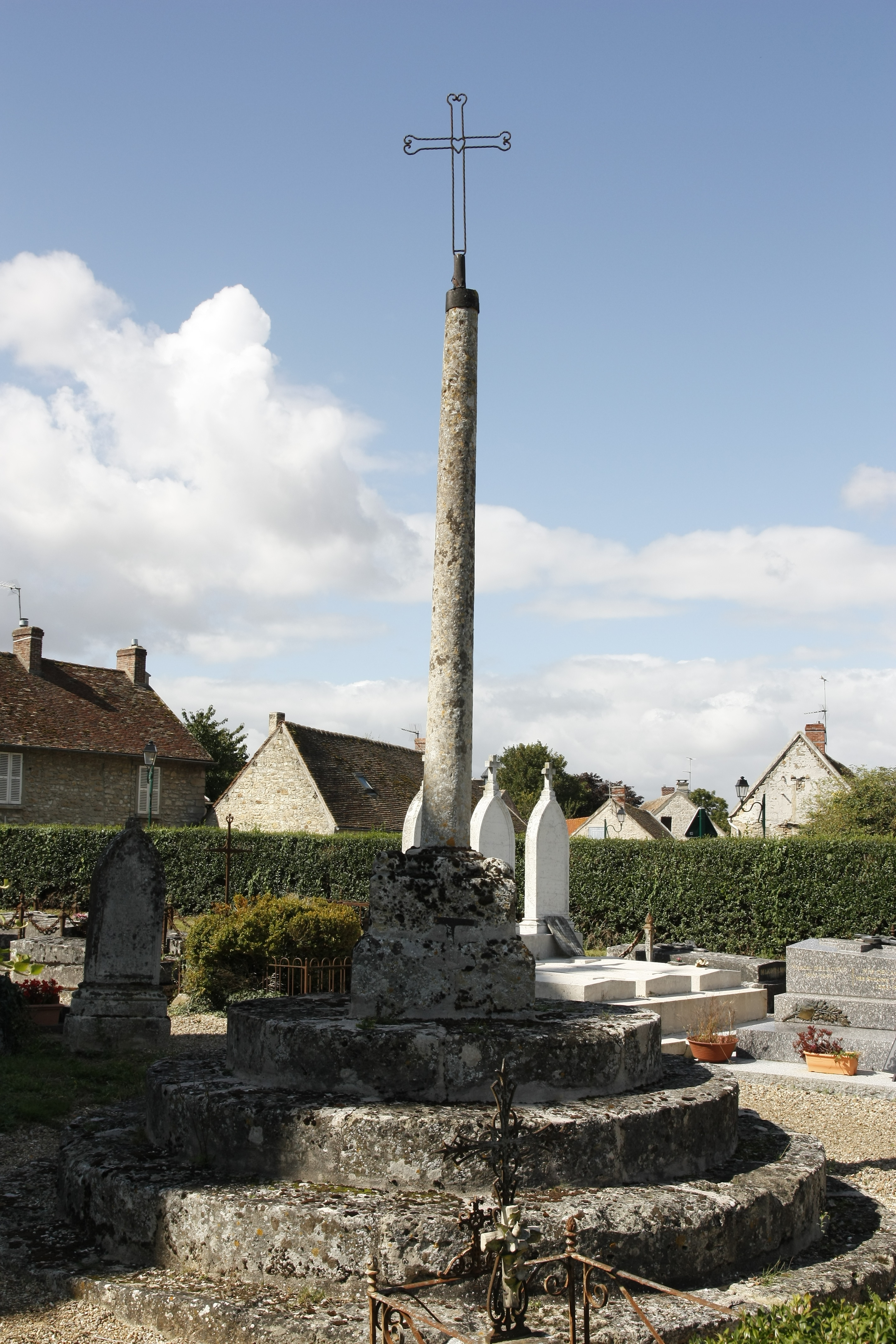
Croix de cimetière.

Gouzangrez compte deux monuments historiques sur son territoire :
- Église Notre-Dame-de-l'Assomption (inscrite monument historique par arrêté du 16 juin 1926[28])

Elle réunit une nef unique romane très simple de la fin du XIe siècle à un transept et un chœur gothiques du second quart du XIIIe siècle. Le portail primitif a été remplacé par le portail roman actuel au début du XIIe siècle, au plus tard au cours des années 1120. Ce portail, flanqué de quatre colonnettes à chapiteaux identiques, constitue l'élément le plus intéressant de l'église à l'extérieur. Sa silhouette assez typique est toujours celle du XIIIe siècle, mais l'étage de beffroi du clocher en bâtière central a été reconstruit sans style à l'époque moderne, et le croisillon nord est en grande partie néo-gothique. À l'intérieur, la nef et les bras du transept ont été redécorée dans le même goût, tandis que la croisée du transept conserve son architecture gothique élégante d'origine, abstraction faite de la voûte. Le chœur, dont l'important développement en longueur peut s'expliquer par la double fonction de l'église comme église priorale et paroissiale, a été revoûté à la Renaissance, et se présente donc dans un style éclectique. Avec le logis de l'ancien prieuré mitoyen du croisillon sud, et l'enclos du cimetière avec sa croix du XIIIe siècle l'église forme un ensemble remarquable, qui marque fortement l'identité du village du fait de son implantation à la périphérie de celui-ci,.
- Soubassement de l'ancienne croix de cimetière (inscrite monument historique par arrêté du 16 juin 1926[31])

Il est rond et se compose de quatre paliers successifs, évoquant un escalier. Ce soubassement porte un socle avec un fût cylindrique tout simple, et au sommet, une croix en fil de fer rudimentaire. Cette croix ne présente pas de statuette.
On peut également signaler : 
- Ancien prieuré Sainte-Geneviève, à côté de l'église : C'est une ancienne dépendance de l'abbaye Saint-Vincent de Senlis. Seul subsiste le logis, avec des éléments du XVIe et du XVIIe siècle. Il constitué le prolongement du croisillon sud du transept de l'église[30].
- Margelle de puits monolithique au prieuré Sainte-Geneviève[30].
- La ferme de l'ancienne distillerie, le long de la Chaussée Jules-César, marquée par sa haute cheminée. L'exploitant y vend diverses spécialités gastronomiques locales, telles que des moutardes aromatisées ou des lentilles de  Gouzangrez[32]

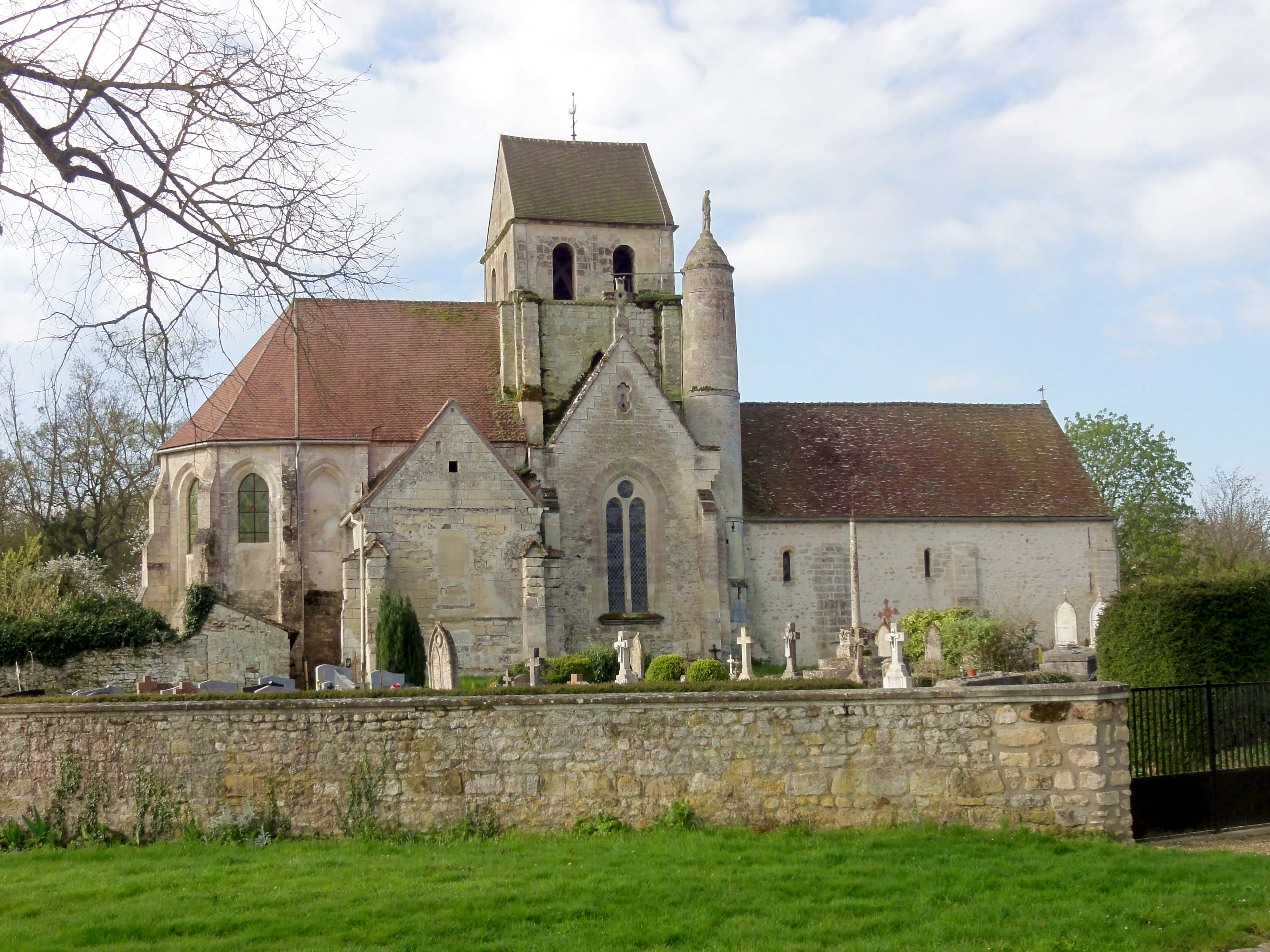
L'église Notre-Dame de l'Assomption
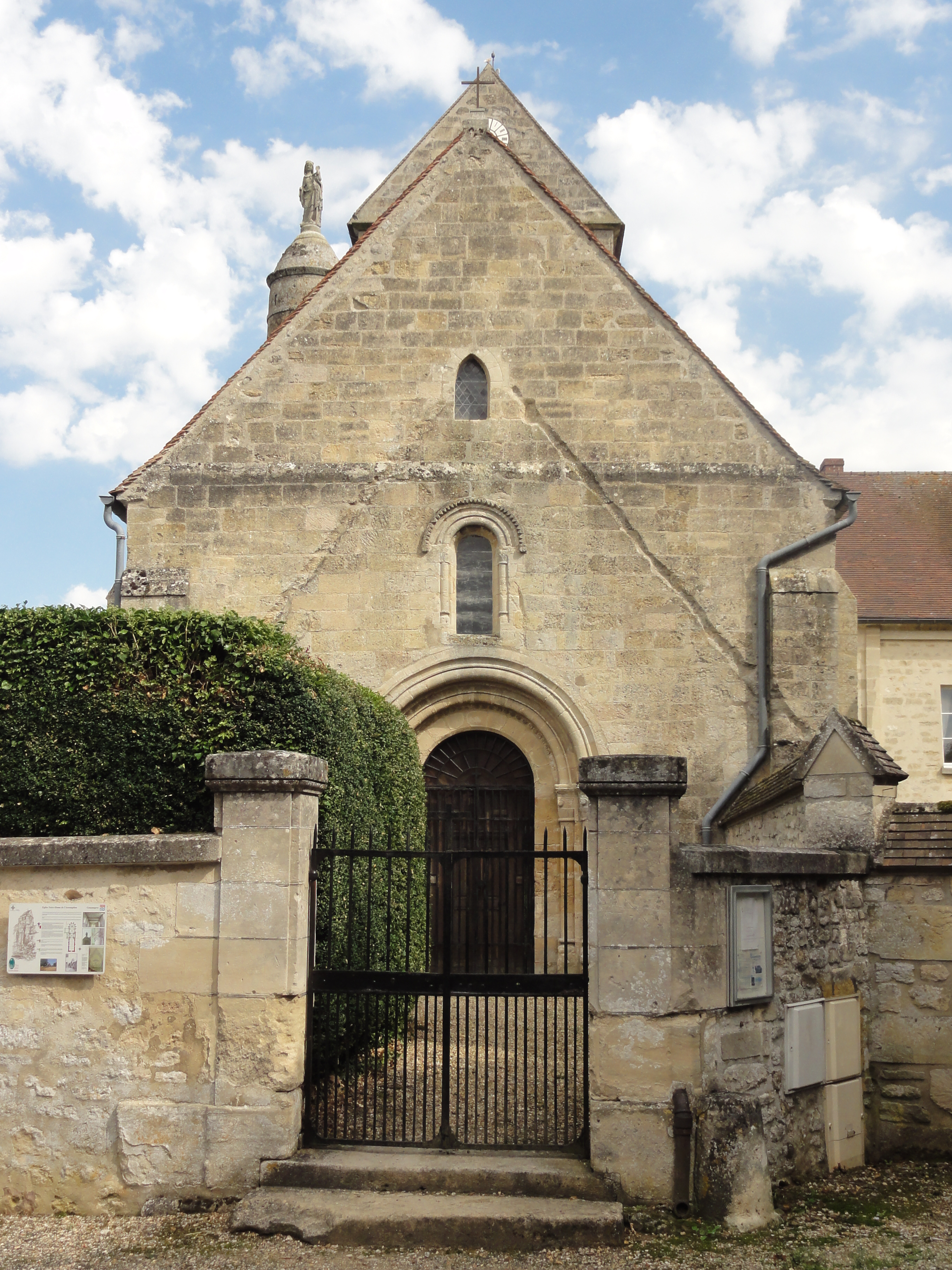
Façade de l'église
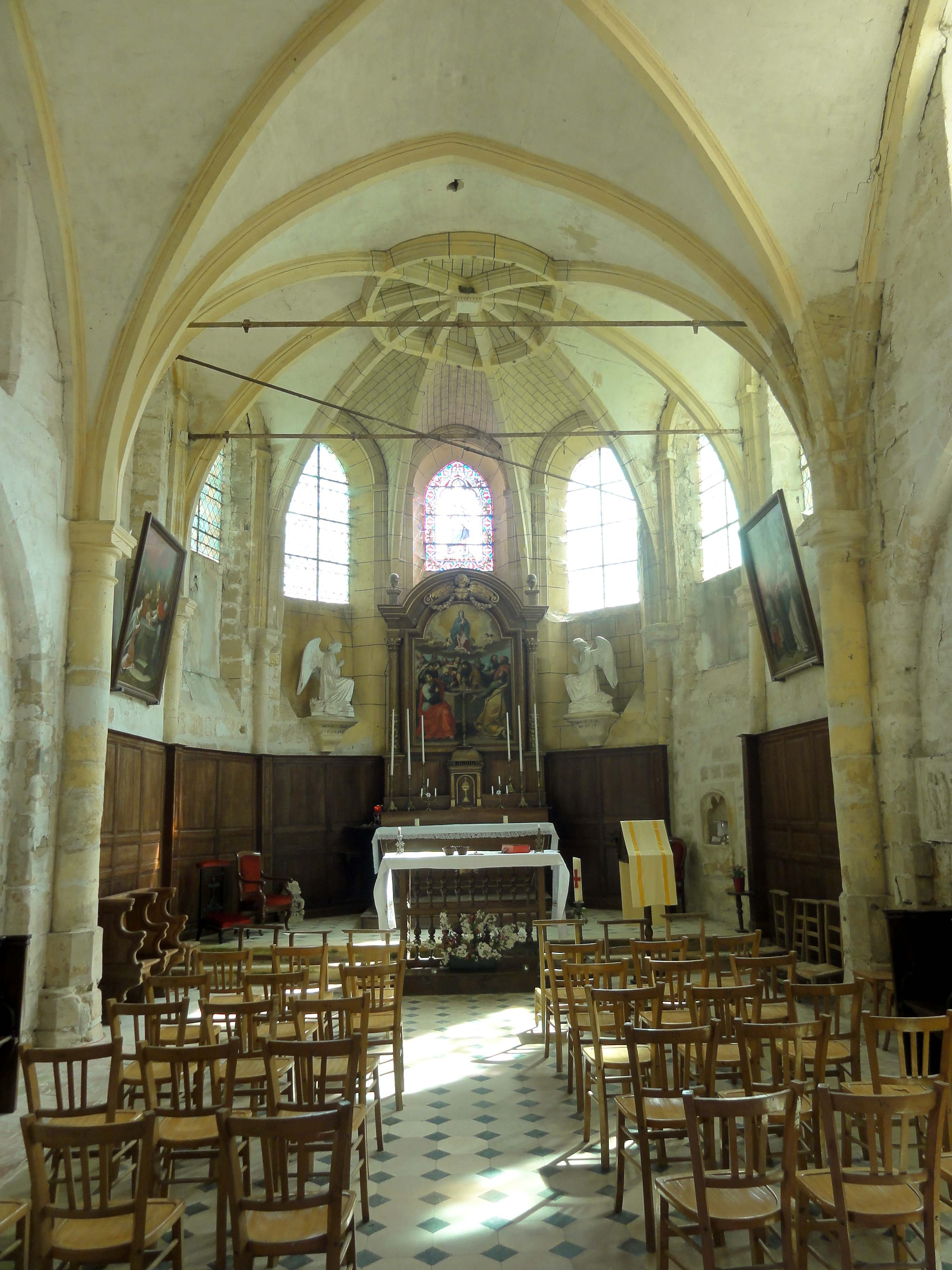
Le chœur et le maître-autel
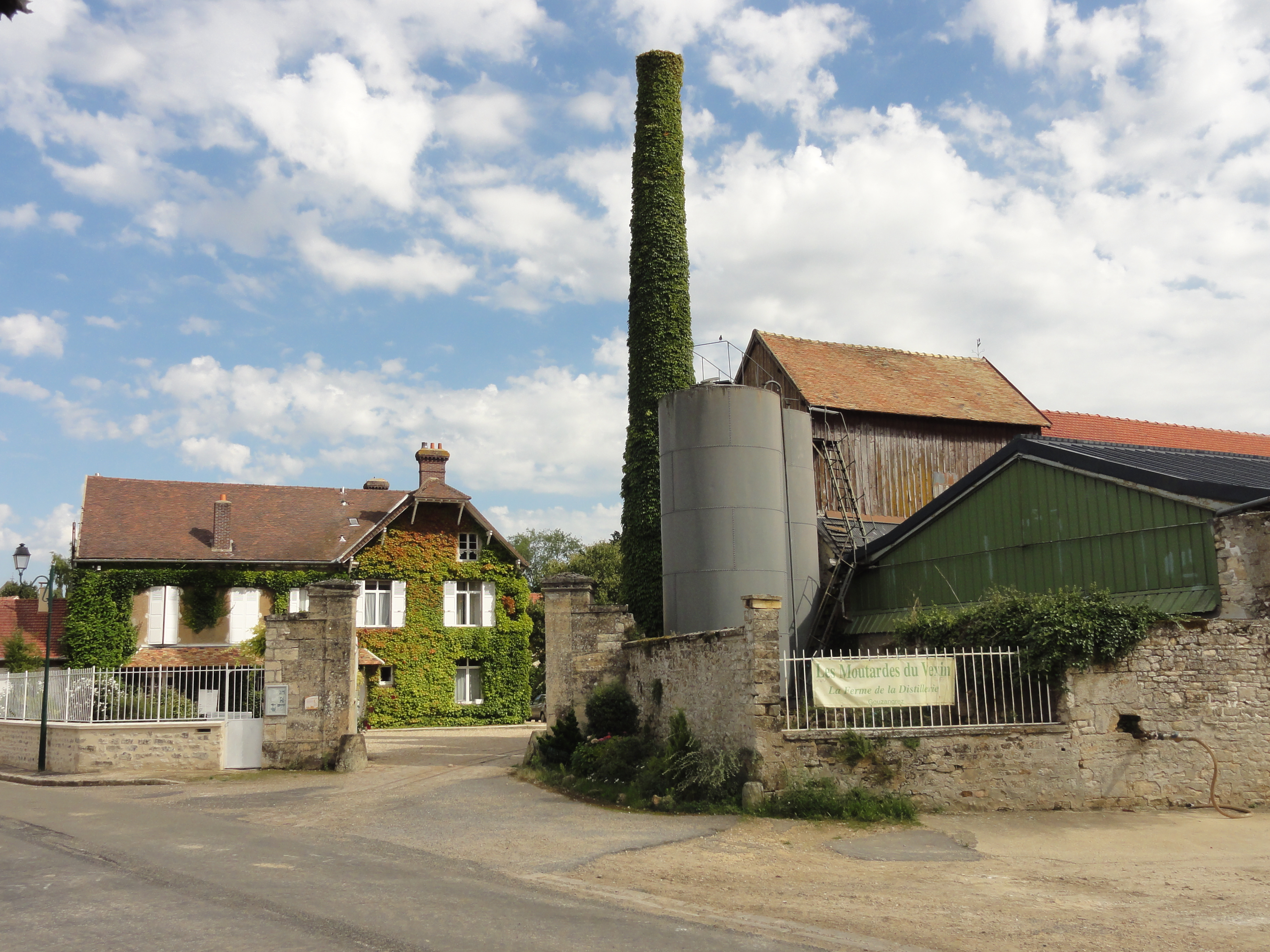
La ferme de la distillerie
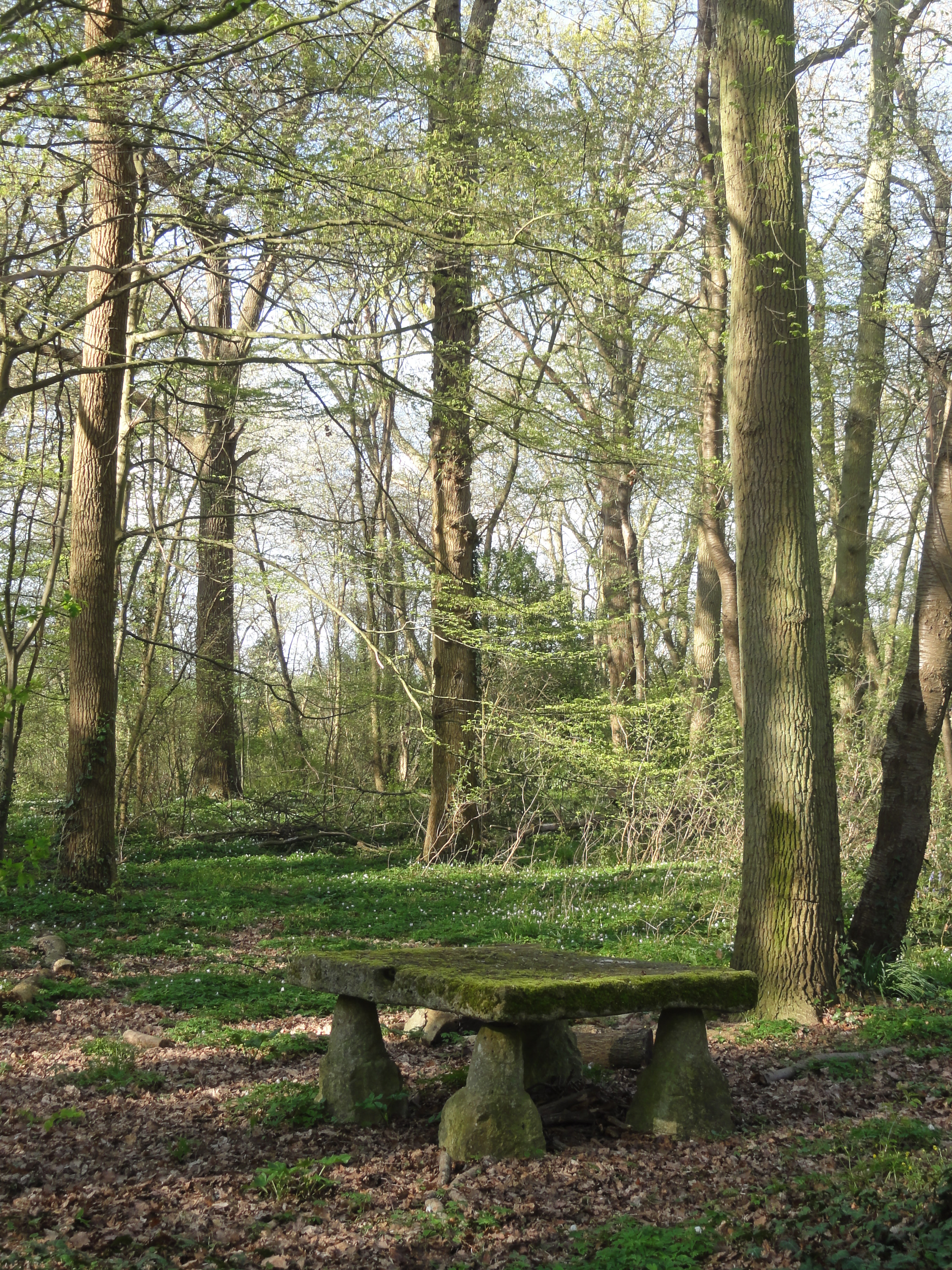
Le parc de Gouzamprez
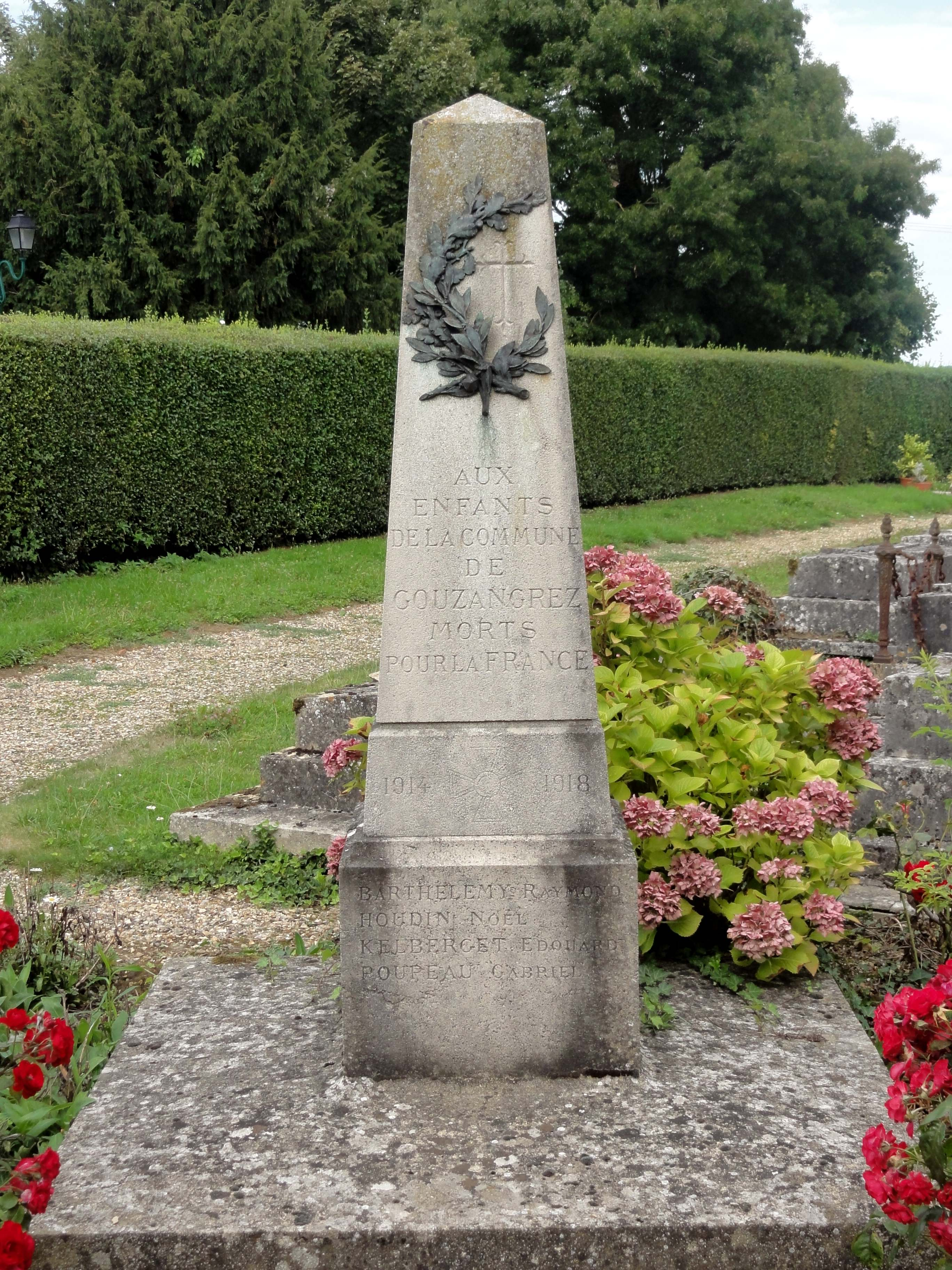
Monument aux morts

### Héraldique
| Blason de Gouzangrez | Blason  | D'azur à trois bandes d'argent, au chef de gueules chargé de trois losanges d'argent, soutenu d'une devise d'or. |
| Blason de Gouzangrez | Détails | |